# Đỗ Nhật Hà
Đỗ Nhật Hà (sinh ngày 29 tháng 12 năm 1996 tại Thành phố Hồ Chí Minh) là một hoa hậu, diễn viên, người dẫn chương trình người Việt Nam, nổi danh khi đoạt danh hiệu Hoa hậu Chuyển giới Việt Nam 2018 và là đại diện Việt Nam tại Hoa hậu Chuyển giới Quốc tế 2019. Năm 2022, cô là thí sinh khách mời danh dự, tham gia vòng bán kết và chung kết Hoa hậu Hoàn vũ Việt Nam 2022.

## Tiểu sự và sự nghiệp

### 1996–2014: Tiểu sử, thời niên thiếu
Đỗ Nhật Hà sinh ra và lớn lên tại Thành phố Hồ Chí Minh. Nhật Hà công khai giới tính từ năm 18 tuổi và bị gia đình phản đối. Năm 20 tuổi thì bắt đầu phẫu thuật chuyển giới và chỉ duy nhất chị gái ủng hộ quyết định này, còn bố mẹ phản ứng rất gay gắt. Ban đầu, Nhật Hà dự định tích góp 5 - 10 năm để thực hiện giấc mơ của mình. Tuy nhiên sau đó, vì thương con, mẹ Nhật Hà đã giúp đỡ và đồng hành trong những ngày tháng phẫu thuật đầy đớn đau, vất vả.

### 2015–17: Sự nghiệp ban đầu
Năm 2015, Nhật Hà đăng ký dự thi Miss Beauty 2015 nhưng không giành được giải cao. Mặc dù cuộc thi được đông đảo mọi người chú ý đến Nhật Hà để lại được dấu ấn khi lọt Top 5 chung cuộc. Sau đó, cô hạn chế tham gia các hoạt động để tập trung học tập.
Năm 2017, cô trình diễn thời trang tại nhiều show diễn như Phoenix_V Resort Fashion Show, Vietnam International Fashion Week Spring Summer 2017, Fashionology Festival 2017,...

### 2018–19
Năm 2018, Đỗ Nhật Hà đăng kí dự thi Chinh phục hoàn mỹ 2018 (cuộc thi Hoa hậu Chuyển giới Việt Nam 2018 được tổ chức dưới dạng chương trình thực tế) và đăng quang ngôi vị cao nhất vào tối ngày 11 tháng 1 năm 2019. Sau đó, cô đại diện Việt Nam tại Hoa hậu Chuyển giới Quốc tế 2019 và lọt 6 chung cuộc cùng giải phụ Most Popular Introductory Video tại đêm chung kết diễn ra vào ngày 8 tháng 3 năm 2019. Ngày 2 tháng 6 năm 2019, Việt Nam tươi đẹp mùa 3 - chương trình truyền hình thực tế về du lịch với format hoàn toàn mới ra mắt khán giả có sự xuất hiện của Đỗ Nhật Hà trong vai trò dẫn chương trình.

### 2020–nay
Năm 2020, cô tham gia web drama BL Sau vạt nắng được phát sóng vào ngày 23 tháng 12 năm 2020 với vai diễn Khiết An - 1 hot girl 19 tuổi thông minh, tự tin, tiểu thư đài các, thích vẽ và tự tạo phong cách cho mình. Tại đêm bán kết của chương trình Đại sứ hoàn mỹ 2020 (cuộc thi Hoa hậu Chuyển giới Việt Nam 2020 được tổ chức dưới dạng chương trình thực tế), Nhật Hà trở lại với vai trò người dẫn chương trình.
Ngày 16 tháng 1 năm 2021, Đỗ Nhật Hà trao lại vương miện cho người kế nhiệm - cô Phùng Trương Trân Đài tại Hoa hậu Chuyển giới Việt Nam 2020. Sau đó, cô xác nhận tham gia vòng casting Hoa hậu Hoàn vũ Việt Nam 2022 và cô được tặng "tấm vé vàng" danh dự vào Top 71 chung cuộc và là người chuyển giới đầu tiên trở thành thí sinh chính thức của cuộc thi Hoa hậu Hoàn vũ Việt Nam. Sau nhiều thử thách, cô dừng chân ở Top 41 thí sinh tham gia .

## Sự nghiệp thời trang

### Trình diễn thời trang
| Năm  | Chương trình thời trang                                        | Bộ sưu tập             | Nhà thiết kế               | Vị trí |
| ---- | -------------------------------------------------------------- | ---------------------- | -------------------------- | ------ |
| 2017 | Phoenix_V Resort Fashion Show                                  | Resort Collection 2017 | Vũ Thu Phương              | Model  |
| 2017 | Umbrella Fashion Show                                          | Her                    | Đoàn Quỳnh Nhi             | Model  |
| 2017 | Vietnam International Fashion Week Spring Summer 2017          | Lie                    | Lee Chung Chung            | Model  |
| 2017 | Phong Cách Châu Á 2017                                         | Sắc màu                | Thương hiệu Sơn Collection | Model  |
| 2017 | Phong Cách Châu Á 2017                                         | Cô Ba Đông Dương       | Thương hiệu Bui Ross       | Model  |
| 2017 | Fashionology Festival 2017                                     | Dưới những cơn mưa     | Hoàng Hải                  | Model  |
| 2018 | Vietnam International Fashion Week Spring Summer 2018          | Weill Paris            | Thương hiệu Weill Paris    | Model  |
| 2019 | Aquafina Vietnam International Fashion Week Spring Summer 2019 | Lie                    | Lee Chung Chung            | Model  |
| 2020 | SIXDO Fashion Show                                             | SIXDO                  | Đỗ Mạnh Cường              | Model  |

- Và nhiều show diễn khác...

### Giám khảo
- The Blue's Face 2020[8]
- New Face 2020[9]

## Sự nghiệp diễn xuất
Phim điện ảnh
- Chốt đơn (2025) - vai Gia Kỳ

### Phim chiếu mạng
- Sau vạt nắng (2020) - vai Khiết An

### Chương trình truyền hình
| Năm  | Tựa                                  | Vai trò                              | Kênh  |
| ---- | ------------------------------------ | ------------------------------------ | ----- |
| 2019 | Mảnh ghép tình yêu                   | Khách mời - Tập 2,3,6,9, Mùa 2       | HTV7  |
| 2019 | Phong cách & Cuộc sống               | Khách mời - Tập Ngày 3/6/2019        | THVL1 |
| 2019 | Việt Nam tươi đẹp                    | Người dẫn chương trình - Mùa 2,Mùa 3 | HTV9  |
| 2019 | Những cô nàng năng động              | Nhân vật trải nghiệm - Mùa 2         | HTV7  |
| 2019 | Đại chiến tứ sắc                     | Khách mời - Tập 6,7,15,18,19         | HTV7  |
| 2020 | Chuyện cuối tuần                     | Khách mời - Tập 21,23,28,34,44       | VTV9  |
| 2020 | Mẹ tuyệt vời nhất                    | Khách mời - Tập 9,15,22              | VTV9  |
| 2020 | Ngôi sao tình yêu                    | Khách mời - Tập 8,14,23,29           | HTV7  |
| 2022 | Tôi là Hoa hậu Hoàn vũ Việt Nam 2022 | Thí sinh                             | VTV9  |

### Chương trình chiếu mạng
| Năm  | Tựa                | Vai trò                               | Định dạng            |
| ---- | ------------------ | ------------------------------------- | -------------------- |
| 2018 | Chinh phục hoàn mỹ | Thí sinh                              | Chương trình thực tế |
| 2019 | Come out           | Khách mời - Tập 4,7,10,12,16,18,20,23 | Chương trình thực tế |
| 2019 | Chat cùng sao      | Khách mời - Tập 2,5,9,10,11,17        | Talk show            |
| 2019 | H showbiz          | Khách mời - Tập Ngày 25/3/2019        | Talk show            |
| 2020 | Tứk ghê            | Khách mời - Tập Ngày 30/4/2020        | Talk show            |
| 2020 | Đại sứ hoàn mỹ     | Người dẫn chương trình - Tập Bán kết  | Chương trình thực tế |
| 2020 | Ngôn tình hoàn mỹ  | Nhân vật chính                        | Chương trình thực tế |
| 2020 | The Blue's Face    | Giám khảo                             | Chương trình thực tế |
| 2021 | Chị chị, em em     | Bình luận viên                        | Talk show            |

## Thành tích
- Top 5 Miss Beauty 2015
- Đăng quang Hoa hậu Chuyển giới Việt Nam 2018
  - Queen of the Night
- Top 6 Hoa hậu Chuyển giới Quốc tế 2019
  - Giải phụ : Most Popular Introductory Video
  - Giải nhì Best Evening Gown
  - Top 6 Best Talent
- Top 41 Hoa hậu Hoàn vũ Việt Nam 2022